# Fabrice Lévêque
Pour les articles homonymes, voir Lévêque.
Fabrice Lévêque est un photographe et infographiste français né à Mirecourt à la fin des années 1960. Il passe une partie de son enfance entre la France, la Guadeloupe et le Sénégal, puis s'installe à Dijon où il étudie à l'École des Beaux-Arts de 1985 à 1990, effectuant en outre une formation en tirage photographique aux Beaux-Arts de Beaune.

## Biographie
En 1990, Fabrice Lévêque signe un contrat de photographe avec l'agence Sipa Press.
Aux Beaux-Arts de Dijon, Orlan compte parmi ses professeurs ; il collabore régulièrement à ses travaux et effectue plusieurs séries de photos de l'artiste,,, dont un Portrait officiel en fiancée de Frankenstein et une série intitulée La Femme qui rit, reprise en 2007 dans le recueil de poésies d'Orlan, Pomme-cul et petites fleurs.
De 1993 à 1994, il réalise les photographies et la conception visuelle de plusieurs campagnes de publicité axées sur la région dijonnaise. En parallèle, Fabrice Lévêque fait des photos de plateau et réalise des portfolios pour des comédiens, parmi lesquels Julie Delpy, avec laquelle une relation de travail durable s'installe : il réalise des portraits de l'actrice jusqu'à la fin des années 1990,.
Son travail artistique personnel est ensuite constitué de séries de portraits, nus et photographies d'éléments du corps. En 1996 et 1997, il participe à deux expositions collectives à l'Atheneum de Dijon, puis au Fort de Beauregard à Besançon. Il présente une première rétrospective de ses œuvres, intitulée Sept ans de réflexion, à la galerie Les mots à la bouche, à Paris, en 1999. Il effectue l'année suivante un travail de représentation artistique de différents métiers pour le compte de la Mission locale d'insertion de la Côte d'Or ; les photographies sont exposées en novembre et décembre 1998.
En dehors des parutions ponctuelles de ses travaux dans diverses publications artistiques nationales et internationales, il collabore en tant que photographe de presse aux magazines culturels dijonnais Zinc (1999-2001) et Disjoncté.
Au début des années 2000, il met sa carrière entre parenthèses, avant de reprendre la photographie numérique au milieu des années 2010 avec de nouvelles expositions et de nouveaux projets.

## Ouvrages et séries photographiques
- 1999 : « Où il serait question d'anges déchus et de rédemption », série de nus et de portraits avec interview, Disjoncté avril-mai 1999.
- 2000 : « D'un homme qui s'absente », photographies et interview, Zinc avril-mai 2000.
- 2004 : Orlan, monographie aux éditions Flammarion, 2004.
- 2007 : Pomme-cul et petites fleurs, poèmes par Orlan, photographies de Fabrice Lévêque, éditions Jannink, collection L'art en écrit.

## Expositions
- 1999 : Paris, Sept ans de réflexion, rétrospective, galerie Les mots à la bouche.
- 2014 : Tournus, exposition collective « Marché des artistes », invité d'honneur.